# Corythoichthys polynotatus
Syngnathe à points jaunes
Espèce
Corythoichthys polynotatus, communément nommé Syngnathe à points jaunes, est une espèce de poissons marins de la famille des Syngnathidae.
Le Syngnathe à points jaunes est présent dans les eaux tropicales de la zone centrale de la région Indo-Pacifique soit des côtes orientales de l'Indonésie aux Philippines.
Sa taille maximale est de 16 cm .